# HMS Meadowsweet (K144)
HMS Meadowsweet (K144) je bila korveta razreda flower Kraljeve vojne mornarice, ki je bila operativna med drugo svetovno vojno.

## Zgodovina
Ladjo so 31. marca 1951 prodali na Nizozemsko, kjer so jo preuredili v trgovsko ladjo in jo preimenovali v Gerrit W. Vinkle.